# ルイージ・ヴァンヴィテッリ

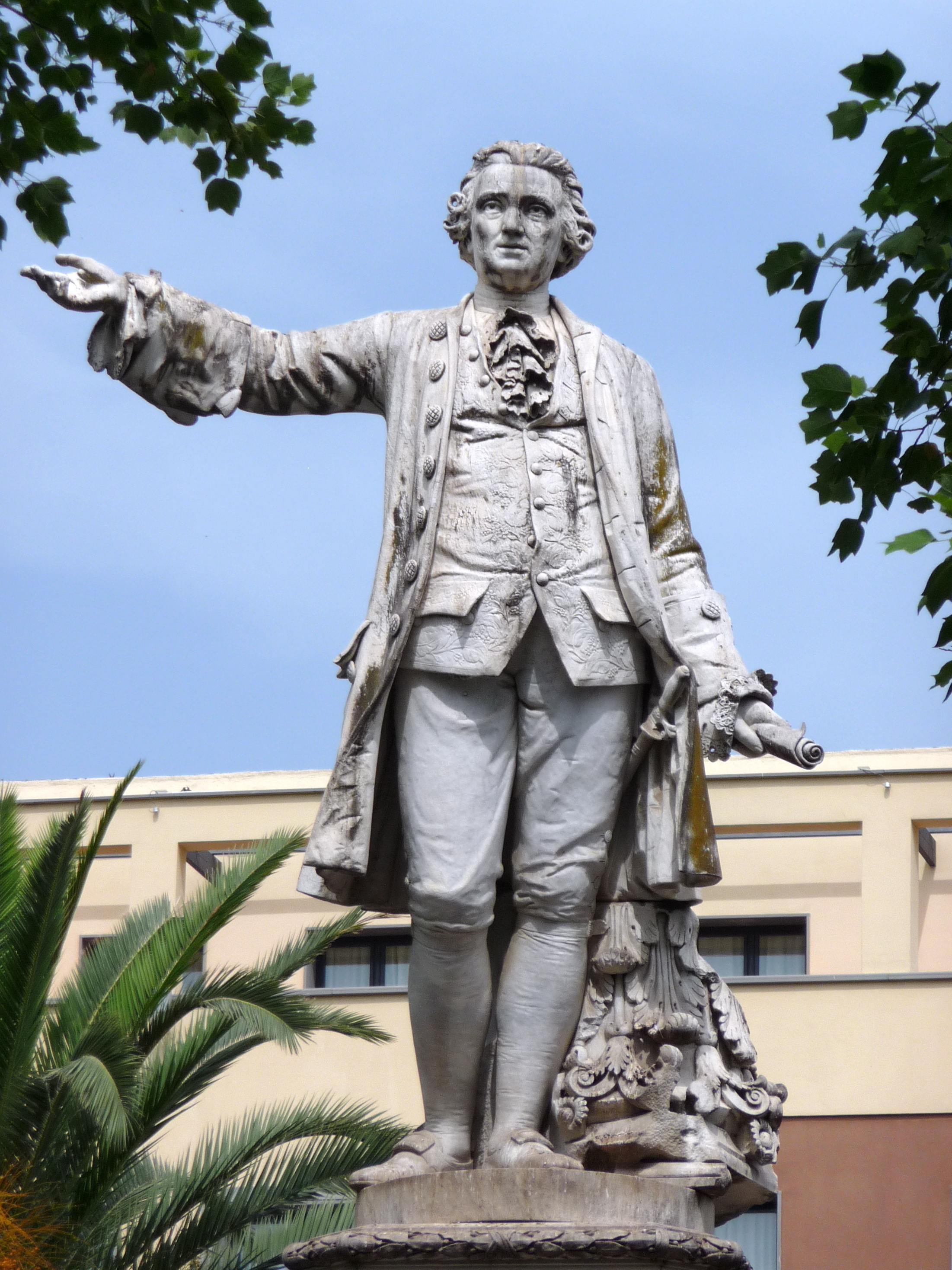
ルイージ・ヴァンヴィテッリの像（在イタリア・カゼルタ）

ルイージ・ヴァンヴィテッリ（イタリア語: Luigi Vanvitelli、1700年5月12日 – 1773年3月1日）はルイジ・バンビテリなどとも表記され、イタリア・ナポリ生まれの18世紀建築家で、ナポリ王国の壮麗なカゼルタ宮殿などを設計したことで名高い。彼の建築様式は後期バロックに属し、この様式はその後新古典主義に速やかに移行した。

## 生涯
ルイージ・ヴァンヴィテッリは1700年に、オランダ人の母とイタリア人の父との間にナポリで生まれた。彼はローマのニコラ・サルヴィ（Nicola Salvi）の元で建築を学び、トレビの泉を共に作成した。サン・ジョバンニ・イン・ラテラノ大聖堂などを設計した後、教皇クレメンス12世に認められてアンコナにラッザレット（Lazzaretto）を設計した。また、サン・ピエトロ大聖堂の大改修も行なっている。
ヴァンヴィテッリの一番の功績は、ナポリ王カルロ7世（後のスペイン王カルロス3世）のために行なった壮大なカゼルタ宮殿とその庭園の建設であった。このプロジェクトはカルロ7世がスペインへ去った後もファルディナンド4世（両シチリア王フェルディナンド1世）に引き継がれて、ヴァンヴィテッリはこの建設にその後生涯を捧げて、1773年にカゼルタで亡くなった。
彼の建築した「カゼルタの18世紀の王宮と公園、ヴァンヴィテッリの水道橋とサン・レウチョの邸宅群」は、世界遺産となっている。

## 写真集

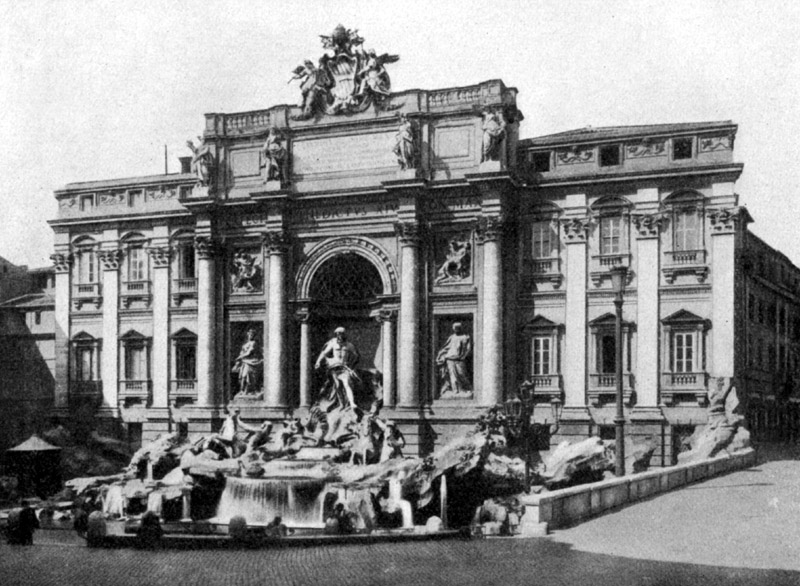
トレヴィの泉
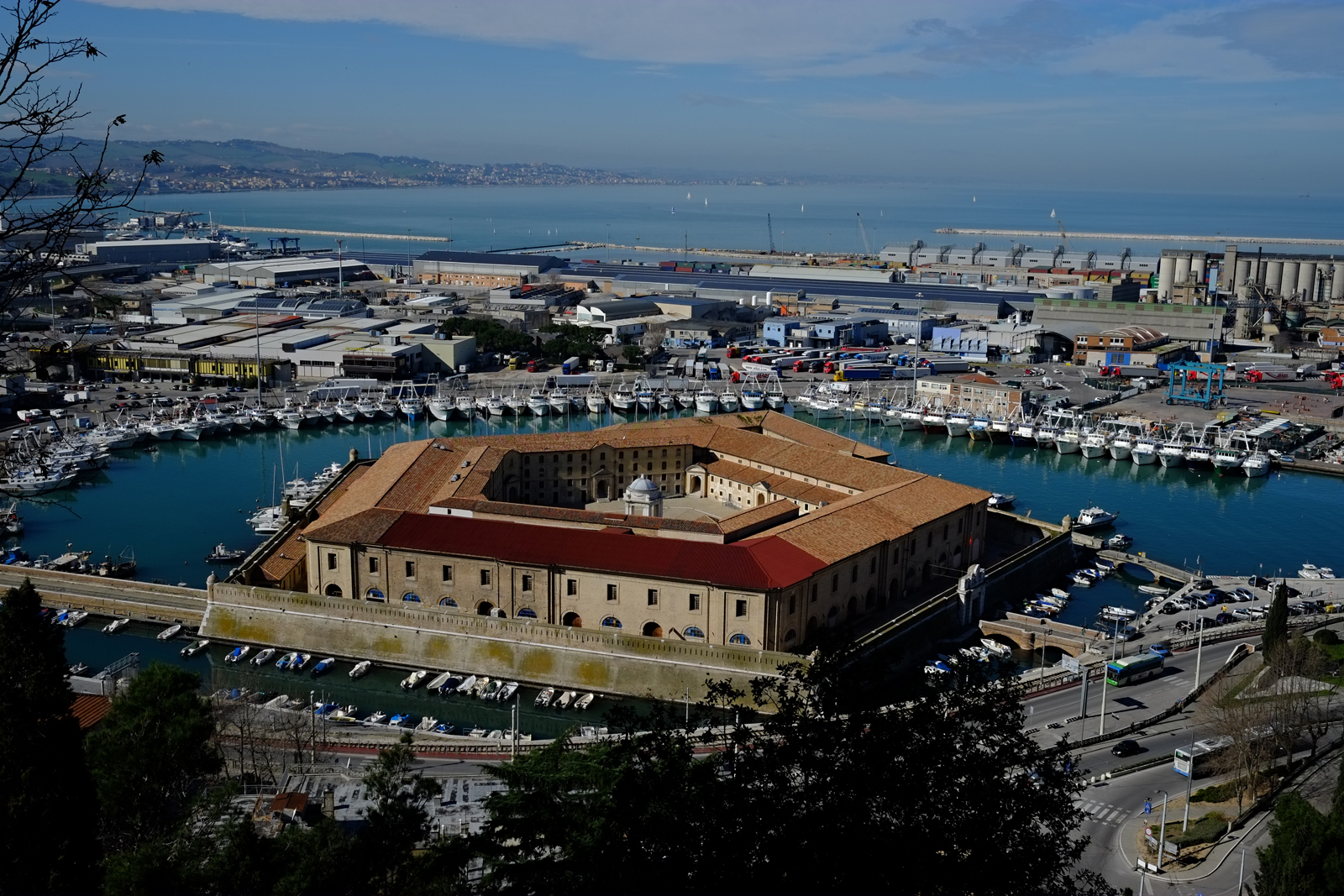
ラッザレット（Lazzaretto、改修後の写真）
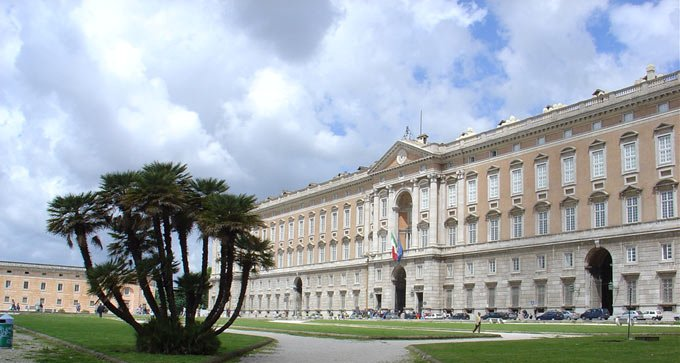
カゼルタ宮殿の正面
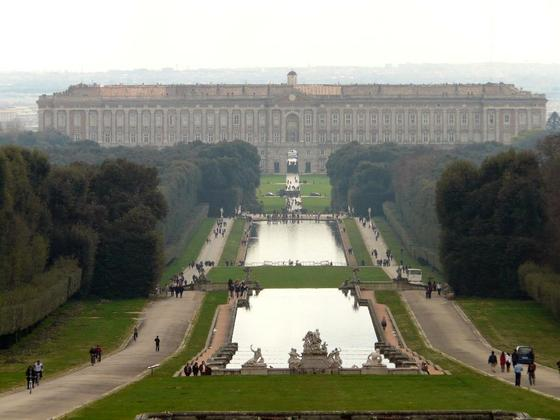
カゼルタ宮殿正面の庭園
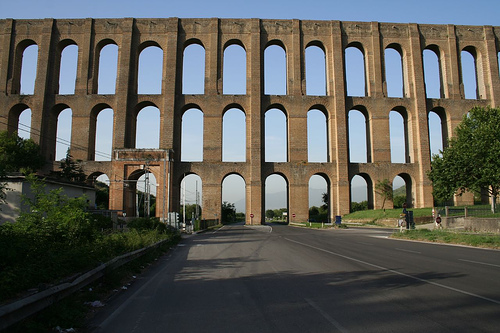
ヴァンヴィテッリの水道橋
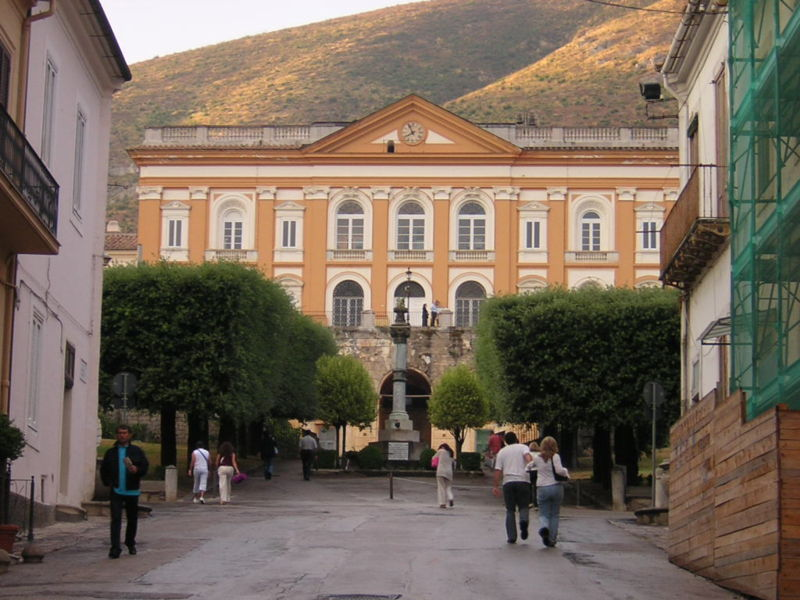
サン・レウチョの邸宅群

## 参照項目
- イタリアの世界遺産